# Serie-Paraden
Serieparaden är en svensk serietidning med humorserier.
Tidningens utgivning startade i april 1987. Första året gavs sex nummer ut. Året därpå ökade utgivningen till åtta nummer. 1990 gavs tio nummer ut och 2002 reducerades utgivningen återigen till åtta nummer. Det sista, och 166:e, numret gavs ut i december 2004. Tidningen lades därefter ner på grund av dålig inkomst.
Tidningen återuppstod dock 2010 som Nya Serieparaden med åtta nummer per år, och med nya serier ifrån Larson! som lagt ned i slutet av 2009.

## Redaktion

### 2010 -
- Elisabeth Engstrand
- Jessica Kolterjahn
- Peter Sparring - ansvarig utgivare

### 1987–2004
- Alf Thorsjö - ansvarig utgivare
- Mikael Burman - redaktör
- Göran Siljerud - layout-ansvarig
- Alf Woxnerud - illustratör

## Serier

### 2010 -
- Berglins (1/10)
- De flygande McCoys (1/10)
- Monty (1/10)
- Bizarro (1/10)
- Get Fuzzy (1/10)
- Scary Gary (1/10)
- Sigges Lagun (1/10)
- Fård (1/10)
- Irrvägen (1/10)
- Dilbert (1/10)
- Brewster Rockit (1/10)
- Fingerpori (1/10)
- De professionella (1/10)
- Knight Life (1/10)
- Pärlor för svin (1/10)
- Fia (1/10)

### 1987–2004
- Snobben av Charles M. Schulz (1/87-5/90, 1/92-10/99)
- Kalle och Hobbe av Bill Watterson (fr. 1/87, i repris från 1/97)
- Träsket av Gary Clark (fr. 1/87)
- Jojje och Lappen av Mort Walker (5/87-8/89)
- Katja - den vilda skriven av Jerry Dumas, tecknad av Mel Crawford (3/89-3/91)
- Gruff och Greger av Vance Rodewalt (1/90-10/96)
- Familjen Grizzly av Bill Schorr (9/90-2/00)
- Bonnie och Boo-Boo av Bob Weber Jr. (5/91-10/92)
- Kitty och Konrad av Larry Wright (1/92-10/96)
- Mia av Maria Fredriksson (1/93-10/99)
- Chris Brownes serie av Chris Browne (5/94-1/95)
- Morrgan och Klös av Patrick McDonnell (fr. 2/95)
- Över Gränsen skriven av T. Lewis, tecknad av Michael Fry (6/96-10/00)
- Fluff av Nina Paley (1/98-5/99)
- Zits skriven av Jerry Scott, tecknad av Jim Borgman (3/98-8/02)
- Lilla hjärtat av Mark Tatulli (6/99-8/02)
- Storgatan av Steve Breen (fr. 3/00)
- Get Fuzzy av Darby Conley (8/00-6/01)
- James av Mark Tonra (7/01-8/03)
- Hem, ljuva hem skriven av Pat LaBan, tecknad av Terry LaBan (1/02-6/02)
- Shirley & son av Jerry Bittle (fr. 7/02)
- Baby Blues skriven av Jerry Scott, tecknad av Rick Kirkman (fr. 1/03)
- Kaxiga Mia av Malin Biller (fr. 7/03)
- Fritt fall av Claes Stridsberg (fr. 8/03)
- Babs & Aldo av Bud Grace (fr. 1/04)